# Neoperla stewarti
Neoperla stewarti és una espècie d'insecte plecòpter pertanyent a la família dels pèrlids.

## Hàbitat
En el seu estadi immadur és aquàtic i viu a l'aigua dolça, mentre que com a adult és terrestre i volador.

## Distribució geogràfica
Es troba als Estats Units (Alabama, Michigan, Carolina del Nord, Illinois, Indiana, Kentucky, Massachusetts, Maryland, Maine, Minnesota, Mississipi, Ohio, Pennsilvània, Tennessee, Virgínia, Wisconsin i Virgínia de l'Oest) i el Canadà (Ontario).